# Euphorbia qarad
Euphorbia qarad es una especie fanerógama perteneciente a la familia Euphorbiaceae. Es endémica del sur de Yemen. 

## Taxonomía
Euphorbia qarad fue descrita por Albert Deflers y publicado en Bulletin de la Société Botanique de France 43: 230–231. 1896.
Etimología
Euphorbia: nombre genérico que deriva del médico griego del rey Juba II de Mauritania (52 a 50 a. C. - 23), Euphorbus, en su honor – o en alusión a su gran vientre –  ya que usaba médicamente Euphorbia resinifera. En 1753 Carlos Linneo asignó el nombre a todo el género.
qarad: epíteto